# محمد عمر عثمان (شاعر)
محمد عمر عثمان (1957- 2019)، شاعر وأديب عراقي كردي، يُعد من أعلام الأدب الكردي الحديث، اكتسب شهرة كبيرة بعد نشره ديوان «في الغربة»، ولُقب بعده بـ «جنرال الخريف» وهو عنوان إحدى قصائده، وتناول قصائدَه عددٌ من النقاد والكتاب البارزين، فيما عُرف عنه ولعه بالأدب الروسي.

## حياته وانتحاره
ولد محمد عام 1957 في حي درغزين بالسليمانية. أكمل تعليمه الابتدائي والمتوسط والثانوي في السليمانية وانتقل إلى بغداد للدراسة الجامعية. في عام 1975 بدأ بكتابة ونشر قصائده.
وفي 22 أكتوبر 2019، انتحر محمد بشنق نفسه بمروحة منزله. ودُفن في تل سيوان وغطّي نعشه بأوراق الخريف.

## وصيته
«بعد أن أموت، لا ياكل احد علي الخبز والبصل، لا تضعوا التعزيه علي. وصيتي هي القصائد التي كتبتها، رغم أنني لا أستطيع رؤيتها مره اخرى، أريد أن يكون قبري مزينًا وجميلًا».